# Villa Alcaraz
Pour les articles homonymes, voir Alcaraz (homonymie).
Villa Alcaraz, ou simplement Alcaraz, est une localité argentine située dans le département de La Paz et dans la province d'Entre Ríos. La municipalité comprend la localité homonyme et une zone rurale. Son nom officiel est simplement Alcaraz, mais à différentes époques, la localité était également connue sous les noms de Kilómetro 27, Estación Alcaraz et Pueblo Arrúa.

## Géographie
La localité appartient géographiquement à plusieurs régions selon les critères utilisés. Alcaraz fait partie de la région mésopotamienne ou du Littoral si l'on prend en compte le critère naturel traditionnel ; mais si l'on prend en compte le critère basé sur les activités économiques réalisées dans la localité, l'Indec établit qu'Alcaraz se trouve dans la région pampéenne. Sa principale voie d'accès est la route nationale 127 et la branche du chemin de fer General Urquiza qui traverse la ville est actuellement hors service.

## Histoire
La localité a commencé à se former avec la pose de voies ferrées en 1912, établissant une petite station appelée Kilómetro 27. En 1914, le colon Vicente E. Arrua a tracé des champs de sa propriété près de la station pour former la ville. Le 28 février 1914, le département des travaux publics du gouvernement provincial approuve les plans d'arpentage de la ville, que le gouverneur Marchini, par décret du 7 mars 1914, nomme Arrúa. En 1917, un maire est nommé pour la ville.
La Jewish Colonization Association a fondé les colonies juives Luis Oungre (9 239 hectares) et Leonardo Cohen (13 835 hectares) autour de la ville. Le premier en 1924 et le second en 1931. Avec la colonie Avigdor, elles ont été les dernières colonies juives européennes en Argentine, accueillant des immigrants de cette communauté. L'administration des colonies se trouvait à Alcaraz.
En 1968, un conseil d'administration a été formé par décret du gouverneur Ricardo Favre. Le décret no 394/1971 du 19 février 1971 unifie le plan urbain (la gare et la ville) sous le nom unique d'Alcaraz et le 28 octobre 1982, elle devient une municipalité de deuxième catégorie, avec Carlos Ulrico Bauchwitz Emmel comme premier maire.
Le nom Alcaraz vient du nom de famille d'un ancien colon de la région : Pedro Alcaraz. C'est un toponyme qui a survécu dans la région autour du ruisseau Alcaraz : deux districts appelés Alcaraz Primero et Alcaraz Segundo, les centres de population rurale d'Alcaraz Norte et Alcaraz Sur, et l'île d'Alcaraz dans le rio Paraná.